# 女優須磨子の恋
『女優須磨子の恋』（じょゆうすまこのこい）は、1947年の日本映画。本編冒頭では『女優須磨子の戀』と表記されているが、エンドクレジットでは『女優須磨子の恋』となっており、同一作品内で表記が異なっている。
女優・松井須磨子と作家・島村抱月の不倫の恋を描いた長田秀雄の戯曲を、溝口健二監督、田中絹代主演で映画化した作品。

## 配役

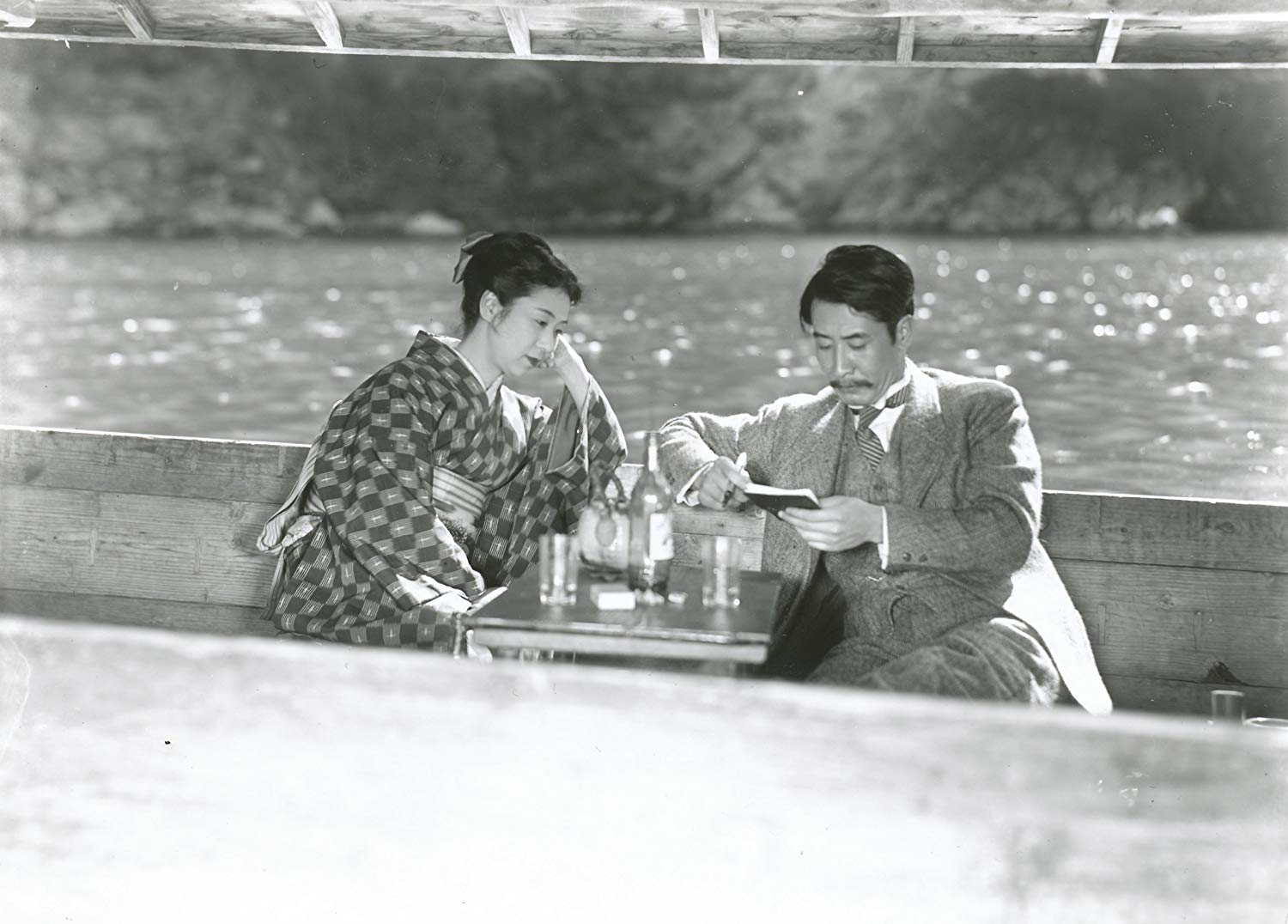
田中絹代(左)と山村聡(右)

- 松井須磨子：田中絹代
- 島村抱月：山村聡
- 抱月の妻・いち子：毛利菊枝
- いち子の祖母・せき：東山千栄子（俳優座）
- 抱月の長女・ハル子：朝霧鏡子
- 坪内逍遥：東野英治郎（俳優座）
- 逍遙の妻・せん：岸輝子
- 中村吉蔵：小沢栄太郎
- 土肥春曙：青山杉作
- 東儀鉄笛：佐伯秀男
- 金子筑水：南光明
- 武田正憲：千田是也（俳優座）
- 森英二郎：黒井洵
- 澤田正二郎：永田光男
- 須磨子の弟子・小川八重子：月丘千秋
- 伊原青々園：南部章三（大映）
- 亘理錦之助：富本民平
- 長田秀雄：永井智雄（俳優座）
- 中山晋平：小久保田久雄
- 相馬御風：浜田寅彦（俳優座）
- 菊山和雄：木村功
- 明田雨聲：美甘駿
- 前澤誠一：保瀬英二郎
- 請負師：加藤貫一
- 大工棟梁：田中謙三
- 須磨子の弟子・波野雪子：瀬川美津枝
- 須磨子の弟子・松良靜緒：河合光子
- 須磨子の弟子・波川千早：葵邦子
- 須磨子の弟子・吉野静江：瀧瑛子

## スタッフ
- 監督：溝口健二
- 助監督：酒井辰雄、岡田光雄
- 企画：糸屋壽雄
- 原作：長田秀雄
- 脚本：依田義賢
- 撮影：三木滋人
- 撮影助手：谷口政勝
- 照明：寺田重雄
- 照明助手：蒲原正二郎
- 録音：橋本要、八田亥三郎
- 録音助手：長谷川三郎
- 美術：本木勇
- 編輯・記録：坂根田鶴子
- 普通写真：三浦専蔵
- 装置：高須二郎
- 舞台背景：丹羽親
- 装飾：山口末吉
- 衣裳：中村ツマ
- 床山：井上力三
- 結髪：木村よし子
- 製作進行：久保友次
- 製作担当：清水満志雄
- 主題歌作曲：中山晋平
- 音楽監督・作曲編曲：大澤壽人
- 演奏：シルバーシリーズ合唱団及交響楽団
- 劇中劇指導：千田是也
- 舞踊指導：峯エミ（伊藤道郎舞踊研究所）
- 風俗考証：甲斐荘楠音
- 時代考証：加藤精一
- 劇中劇出演：俳優座一党
- 資料提供：早稲田大学演劇博物館

## 作品の評価

### 受賞歴
- 第2回毎日映画コンクール 俳優部門 女優演技賞・田中絹代（『結婚』『不死鳥』の演技と共に）

## DVDリリース・派生作品
1992年6月21日に松竹ホームビデオよりVHSビデオが発売されたが、2011年8月24日現在、DVD化はされていない。